# Тапіва Маробела
Тапіва Маробела (нар. 30 квітня 1987) — колишня ботсванська тенісистка.

## Фінали ITF серед юніорів
| Великий Шлем |
| Категорія GA |
| Категорія G1 |
| Категорія G2 |
| Категорія G3 |
| Категорія G4 |
| Категорія G5 |

### Фінали в одиночному розряді (2–1)
| Результат | Ранг | Дата            | Турнір            | Покриття | Суперниця         | Рахунок       |
| --------- | ---- | --------------- | ----------------- | -------- | ----------------- | ------------- |
| Поразка   | 1.   | 2 серпня 2002   | Мапуту, Мозамбік  | Тверде   | Tarryn Terblanche | 2–6, 1–6      |
| Перемога  | 2.   | 16 грудня 2002  | Кампала, Уганда   | Ґрунт    | Susan Delport     | 7–5, 4–6, 6–0 |
| Перемога  | 3.   | 14 березня 2004 | Саравак, Малайзія | Тверде   | Еріка Сема        | 6–2, 6–1      |

### Фінали в парному розряді (4–4)
| Результат | Ранг | Дата            | Турнір                      | Покриття | Партнерка        | Суперниці у фіналі                | Рахунок у фіналі |
| Поразка   | 1.   | 9 серпня 2002   | Габороне, Ботсвана          | Тверде   | Elna de Villiers | Tarryn Terblanche Саня Мірза      | 0–6, 0–6         |
| Перемога  | 2.   | 9 грудня 2002   | Кігалі, Руанда              | Тверде   | Sidsel Lorenzen  | Rehema Athumani Caroline Oduor    | 6–1, 6–2         |
| Перемога  | 3.   | 16 грудня 2002  | Кампала, Уганда             | Ґрунт    | Sidsel Lorenzen  | Susan Delport Claudia Dresselhaus | 1–6, 6–2, 6–1    |
| Поразка   | 4.   | 14 березня 2004 | Саравак, Малайзія           | Тверде   | Ghizela Schutte  | Liao Jung Као Шао-юань            | 2–6, 6–7(1)      |
| Поразка   | 5.   | 21 березня 2004 | Бандар-Сері-Бегаван, Бруней | Тверде   | Ghizela Schutte  | Еріка Сема Сема Юріка             | 5–7, 2–6         |
| Перемога  | 6.   | 19 квітня 2004  | Каїр, Єгипет                | Тверде   | Magy Aziz        | Ола Абу Зекрі Nihal Tarek-Saleh   | 6–2, 6–0         |
| Перемога  | 7.   | 6 липня 2004    | Туніс (місто), Туніс        | Ґрунт    | Magy Aziz        | Chantal Beetham Fadzai Mawisire   | 3–6, 6–2, 6–4    |
| Поразка   | 8.   | 12 липня 2004   | Карфаген, Туніс             | Ґрунт    | Magy Aziz        | Chantal Beetham Fadzai Mawisire   | 4–6, 6–3, 3–6    |